# 斯內爾曼 (明尼蘇達州)
斯內爾曼（英語：Snellman）是位於美國明尼蘇達州貝克縣沃爾夫萊克鎮區的一個非建制地區。

## 地理
斯內爾曼所處的海拔為高於海平面485米（即1591英呎），而該地所採用的時區為UTC-6，即北美中部時區（CST）。同時該地設有夏令時間，為UTC-6調快一小時，即UTC-5（CDT）。